# Yakut laika
De Yakut Laika (Russisch: Якутская лайка) is een hondenras afkomstig uit Jakoetië, Rusland. Het ras wordt sinds 2019 voorlopig erkend door de Fédération Cynologique Internationale.

## Oorsprong
De Yakut Laika werd lang geleden ontwikkeld door de Jakoets die deze honden gebruikten om te jagen op vogels en kleine zoogdieren.

## Vergelijkbare hondenrassen
- Oost-Siberische laika
- Russisch-Europese laika
- West-Siberische laika

Akita ·
Amerikaanse akita ·
Alaska-malamute ·
Basenji ·
Canaänhond ·
Canadese eskimohond ·
Chowchow ·
Cirneco dell'Etna ·
Eurasiër ·
Europese sledehond ·
Faraohond ·
Finse lappenhond ·
Finse spits ·
Groenlandse hond ·
Hokkaido ·
IJslandse hond ·
Jämthund ·
Japanse spits ·
Kai ·
Karelische berenhond ·
Keeshond ·
Kintamanihond ·
Kishu ·
Koreaanse jindohond ·
Lapinporokoira ·
Mexicaanse naakthond ·
Noorse buhund ·
Noorse elandhond ·
Noorse lundehond ·
Norrbottenspets ·
Oost-Siberische laika ·
Peruaanse naakthond ·
Podenco canario ·
Podenco ibicenco ·
Podengo Português ·
Russisch-Europese laika ·
Samojeed ·
Shiba ·
Shikoku ·
Siberische husky ·
Taiwandog ·
Thai Bangkaew Dog ·
Thai ridgebackdog ·
Västgötaspets ·
Volpino italiano ·
Westsiberische laika ·
Yakut laika ·
Zweedse lappenhond